# Syringogaster fulvida
Syringogaster fulvida är en tvåvingeart som först beskrevs av Jacques-Marie-Frangile Bigot 1886.  Syringogaster fulvida ingår i släktet Syringogaster och familjen Syringogastridae. Inga underarter finns listade i Catalogue of Life.